# Torsvikshöjden

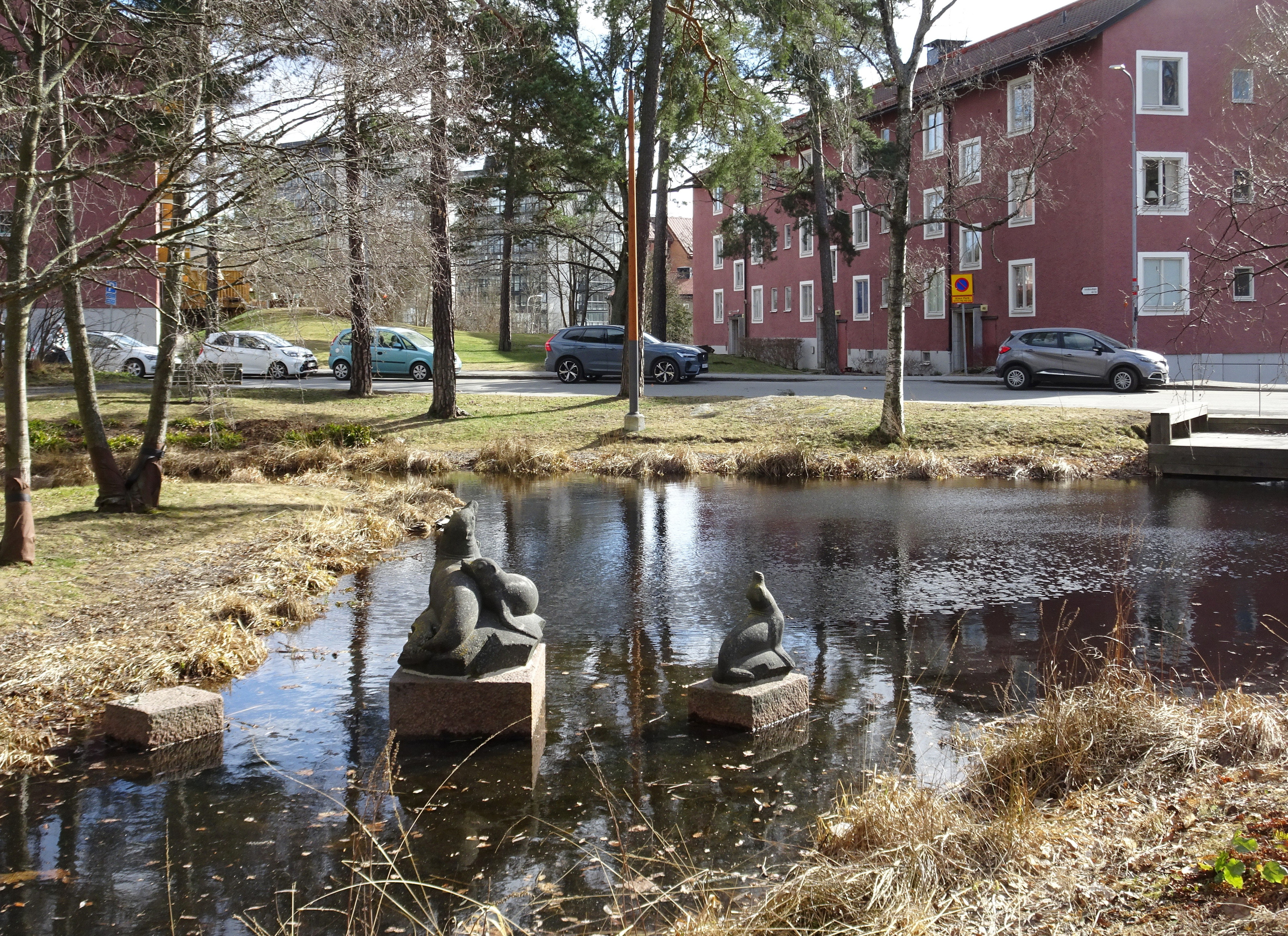
Torsviksparken på Torsvikshöjden med Knut Andersons "Sjölejon" i förgrunden och kvarteret "Torselden" i fonden, 2022.

Torsvikshöjden kallas ett bostadsområde i kommundelen Torsvik i västra Lidingö kommun. Bebyggelsen uppfördes huvudsakligen under 1940-talets andra hälft och är formgiven i den vid tiden rådande Folkhemsarkitekturen. Torsvikshöjden är i ett nationellt perspektiv ett tidigt exempel på grannskapsenhet från efterkrigstiden. Området är fortfarande mycket välbevarat.

## Historik

### Planering

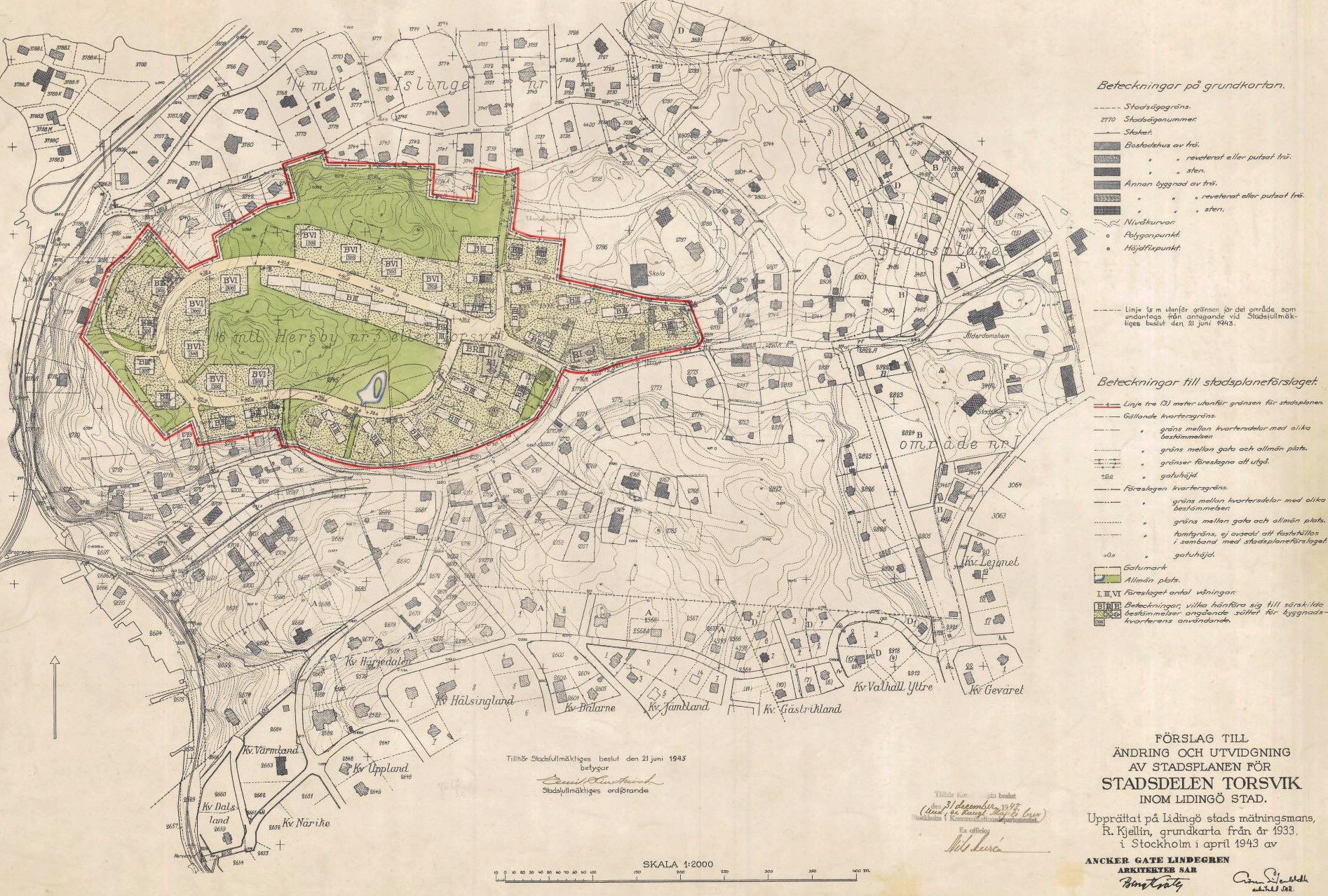
Stadsplanen från 1943.

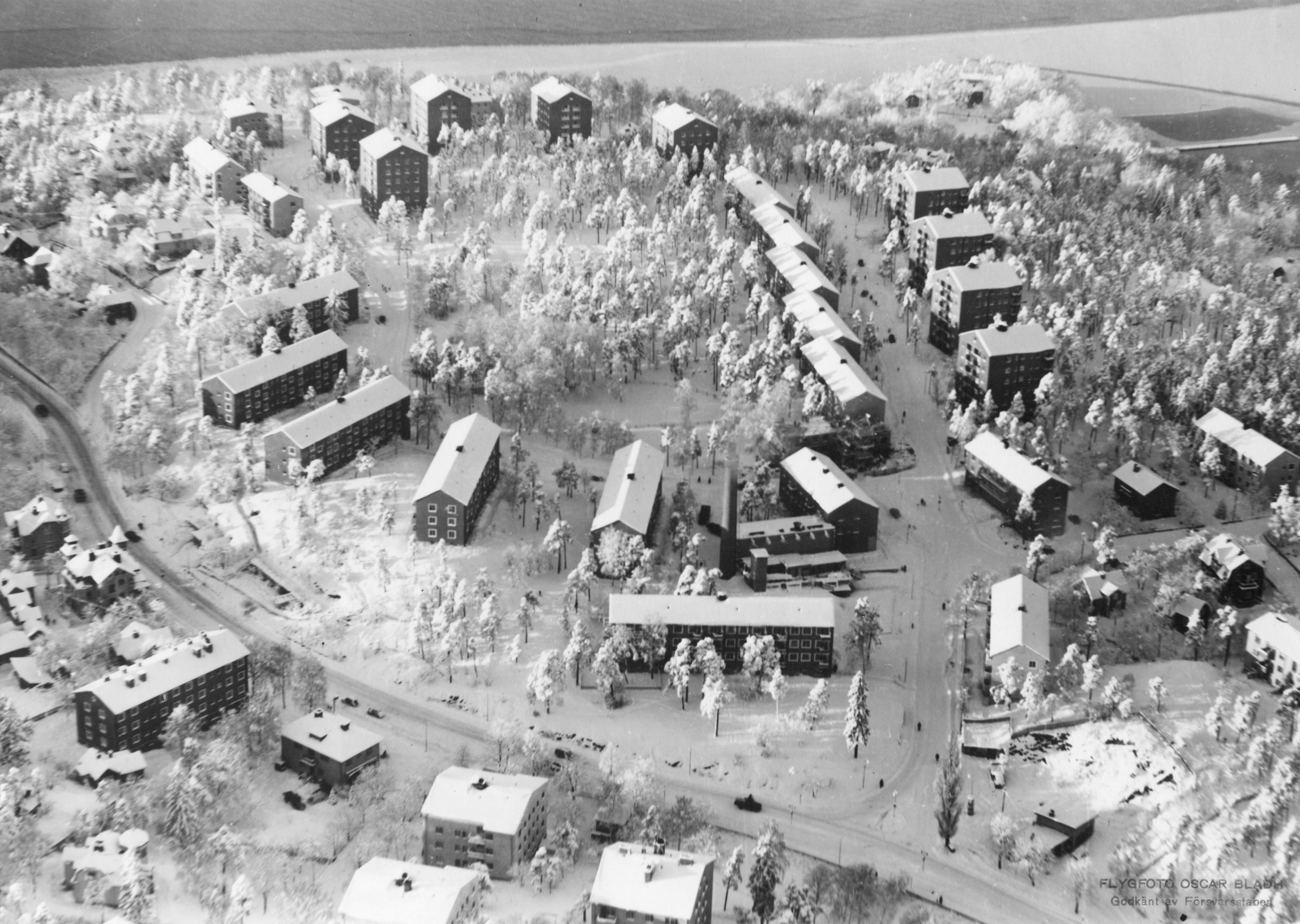
Flygfoto (1940-tal) över Torsvikshöjden taget österifrån.

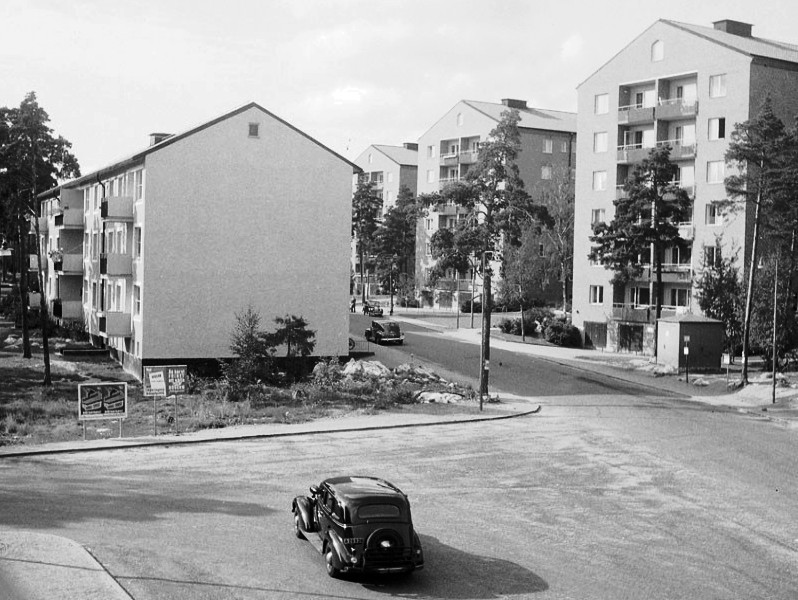
Nybyggda Torsvikshöjden, 1940-tal.

Torsvikshöjdens stadsplan upprättades 1943 av arkitektkontoret Ancker-Gate-Lindegren tillsammans med arkitekten Göran Sidenbladh och fastställdes samma år. Torsvikshöjden blev Lidingös första större hyreshusområde. Man valde att bygga på höjden istället för att breda ut huset på ett större område.
Lägenhetsantalet var begränsat till 500. Punkthus i sex till sju våningar kombinerades med lägre lamellhuslängor i två till tre våningar och i mitten skapades ett stort grönområde där den östra delen reserverades för lek och rekreation (dagens Torsviksparken). Torsvikshöjdens bostadshus anpassades omsorgsfullt till den bergiga terrängen där mycket av den ursprungliga vegetationen fick stå kvar. Punkthusen placerades en bit in på höjden, man ville bevara siluetten som den ter sig från Lidingöbron.  Hus i park var ett ideal som eftersträvades och landskapet runt om och mellan byggnaderna gavs medvetet en form som skulle se naturlig ut.
I områdets västra del skapades en torgbildning med tre låga smalhus som fick butiker i bottenvåningen och fungerar som en sorts entré till området. Trafiken leddes i en slinga (Torsvikssvängen) genom området som indelades i nio kvarter med namn som anknyter till den fornnordiska guden Tor: Torshammaren, Torsviggen, Torsborgen, Torsklinten, Torskumlet, Torshallen, Torsbranten, Torsdammen och Torselden.

### Arkitektonisk gestaltning

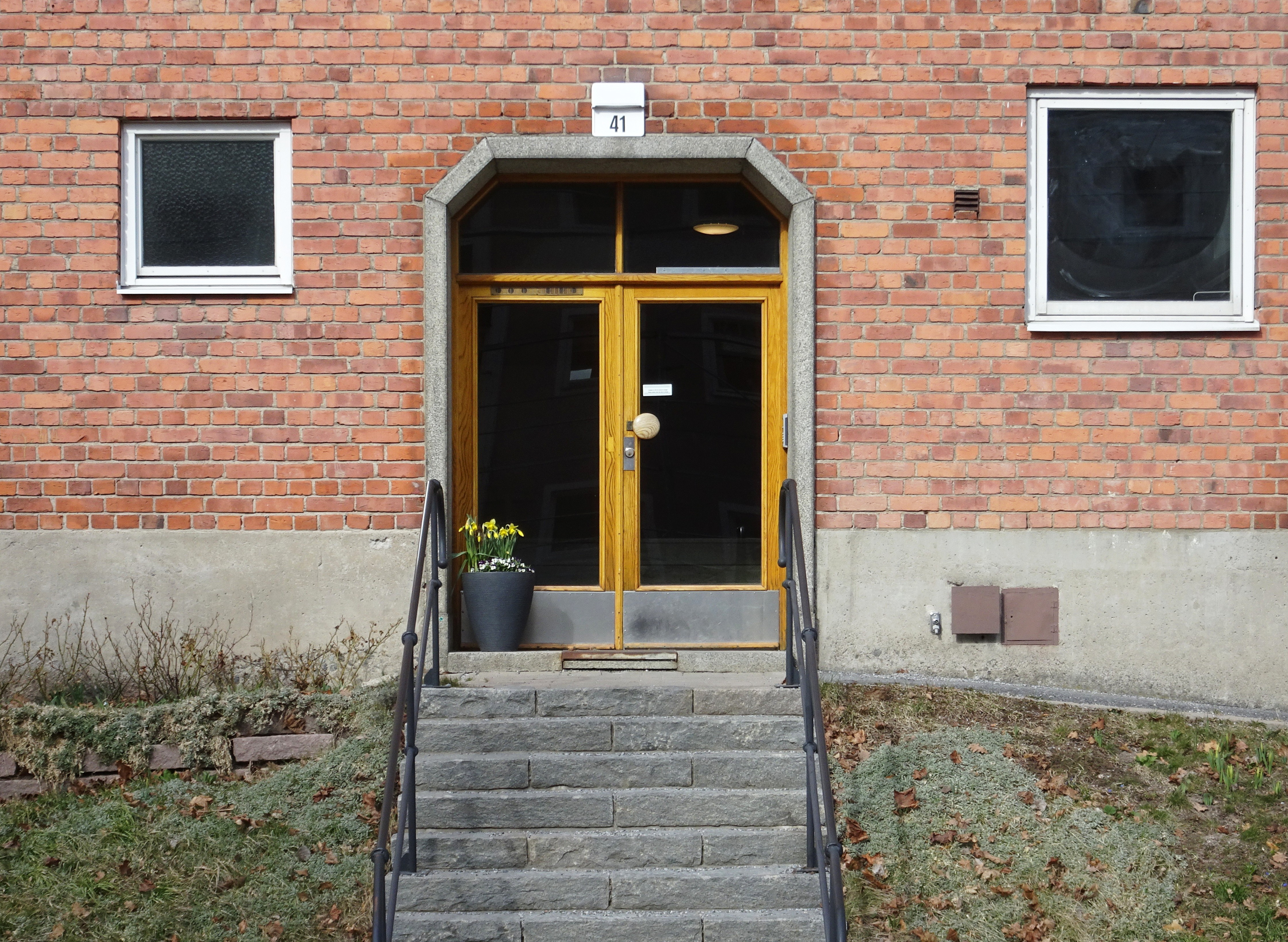
Omsorgsfullt utformade portiker.

Torsvikshöjdens bebyggelse fick en enhetlig färgsättning som sammanhåller helhetsbilden. Man följde folkhemsarkitekturens intentioner med färgsättningar i varma och starka färgnyanser, i detta fall i rött, lila och gult, något enstaka hus är hållet i vitt. Lamellhusen och de lägre punkthusen spritputsades, medan punkthusen fick fasader i rött tegel. Taken utfördes som flacka tegeltäckt sadeltak. 
Arkitekturen är lågmält med typiska inslag som breda, vitputsade fönsteromfattningarna, omsorgsfullt utformade portiker och varierade fönsterformer, allt utförd med hög hantverkskvalitet. De flesta byggnader ritades mellan 1944 och 1947 av arkitektkontoret Ancker-Gate-Lindegren.

### Kulturhistorisk bedömning
Området som helhet blåmärktes av kommunen som är det högsta kulturhistoriska värdet och uppfyller kraven på byggnadsminne. Nästan samtliga fastigheter är grönmärkta av kommunen vilket innebär att de anses vara "särskilt värdefulla från historisk, kulturhistorisk, miljömässig eller konstnärlig synpunkt". Fyra fastigheter är gulmarkerade med bebyggelse av "positiv betydelse för stadsbilden och/eller av visst kulturhistoriskt värde".

## Byggnader (urval)

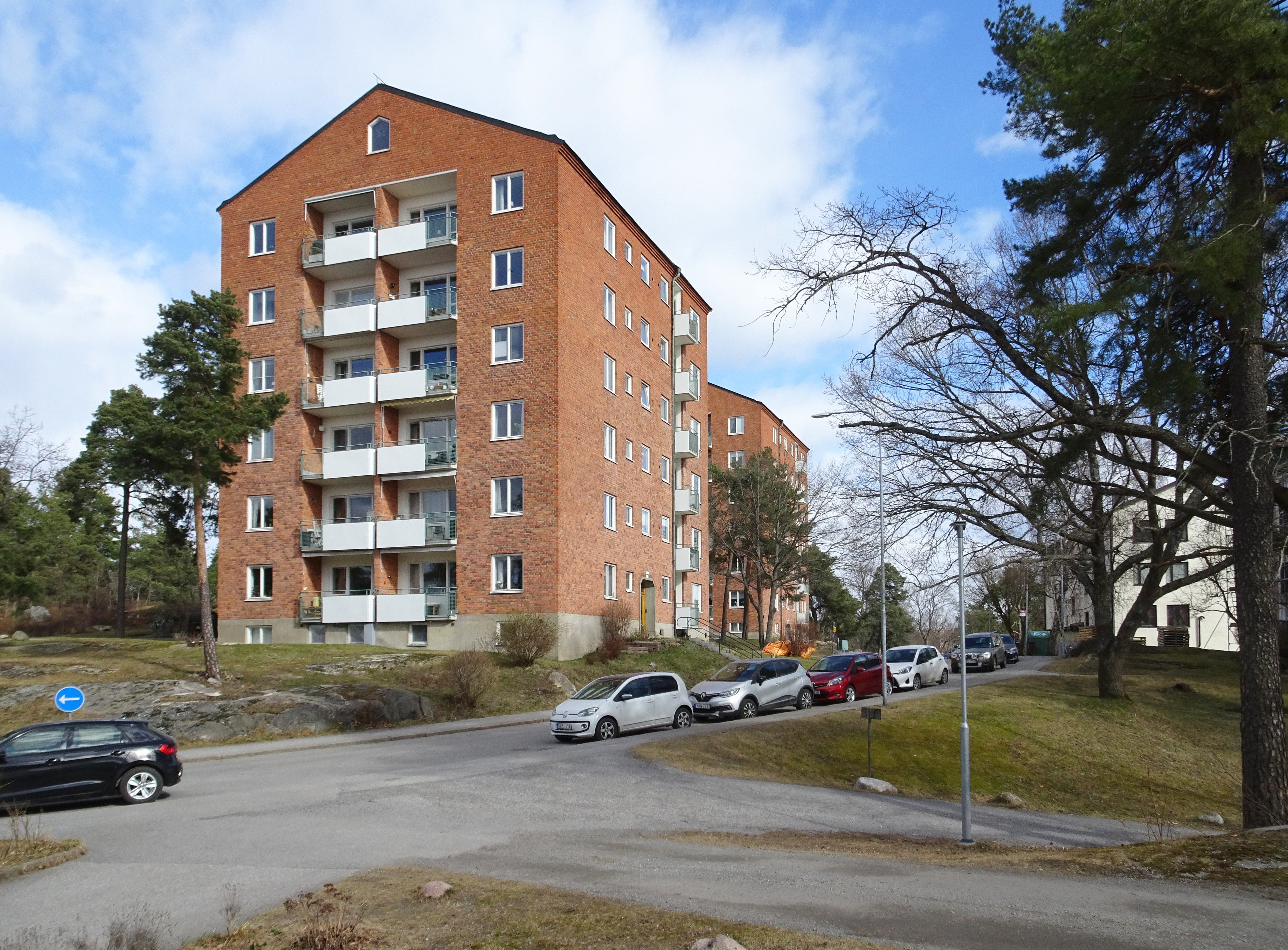
Torsklinten, byggår 1945-1946, arkitekt Ancker, Gate, Lindegren.
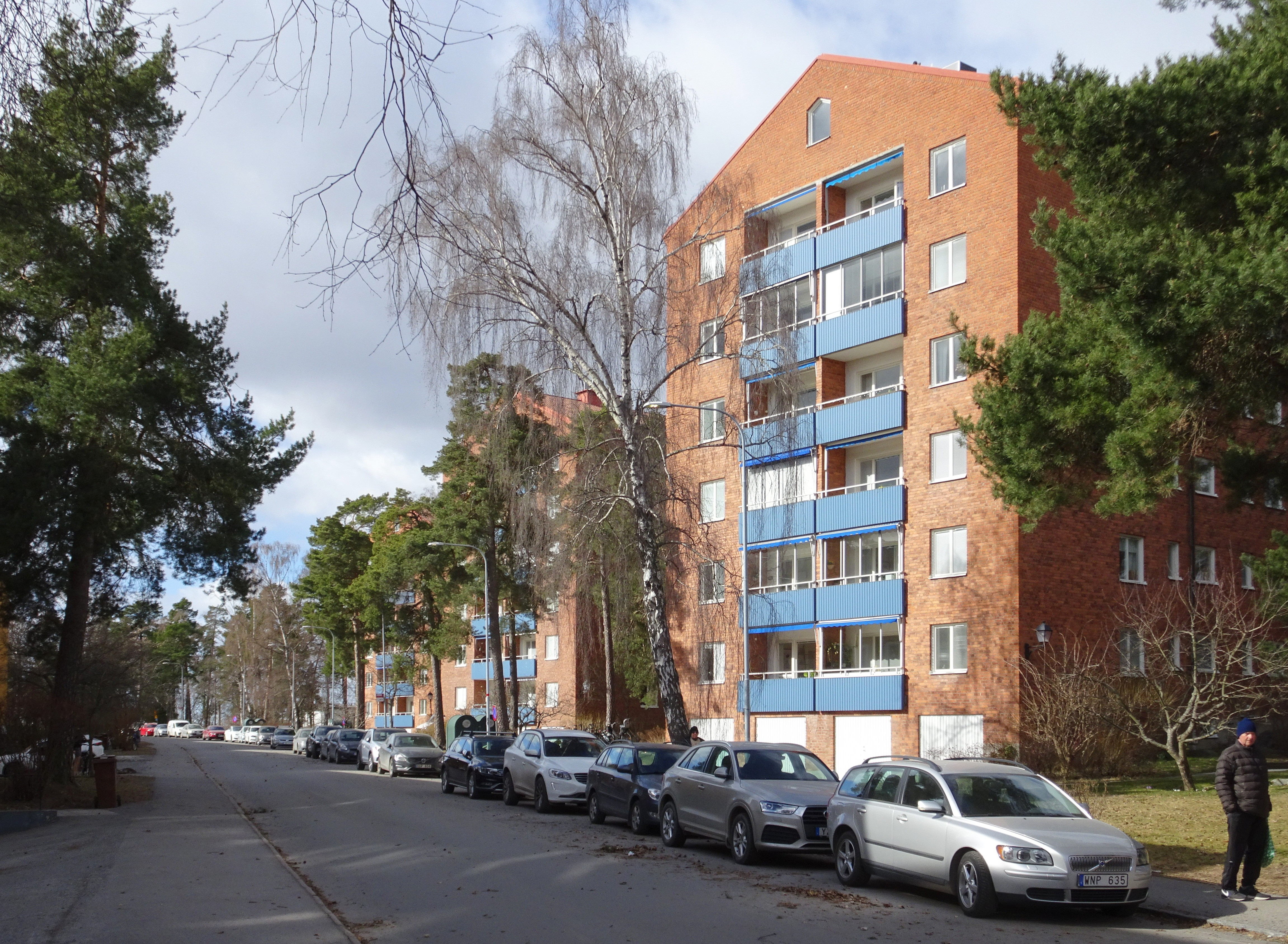
Torsborgen, byggår 1945-1946, arkitekt Ancker, Gate, Lindegren.
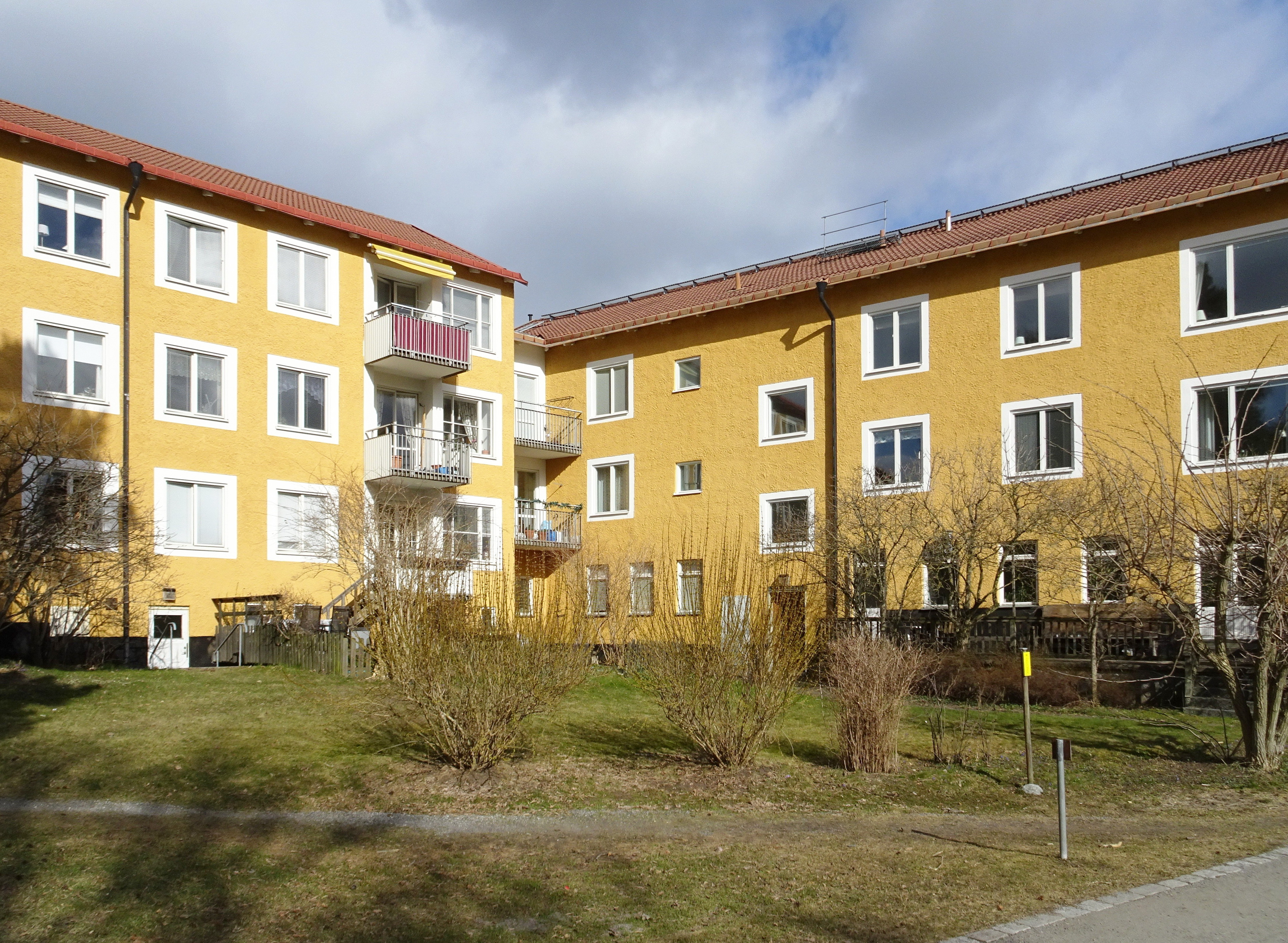
Torsviggen, byggår 1950-1952, arkitekt: Arkitur Arkitektkontor.
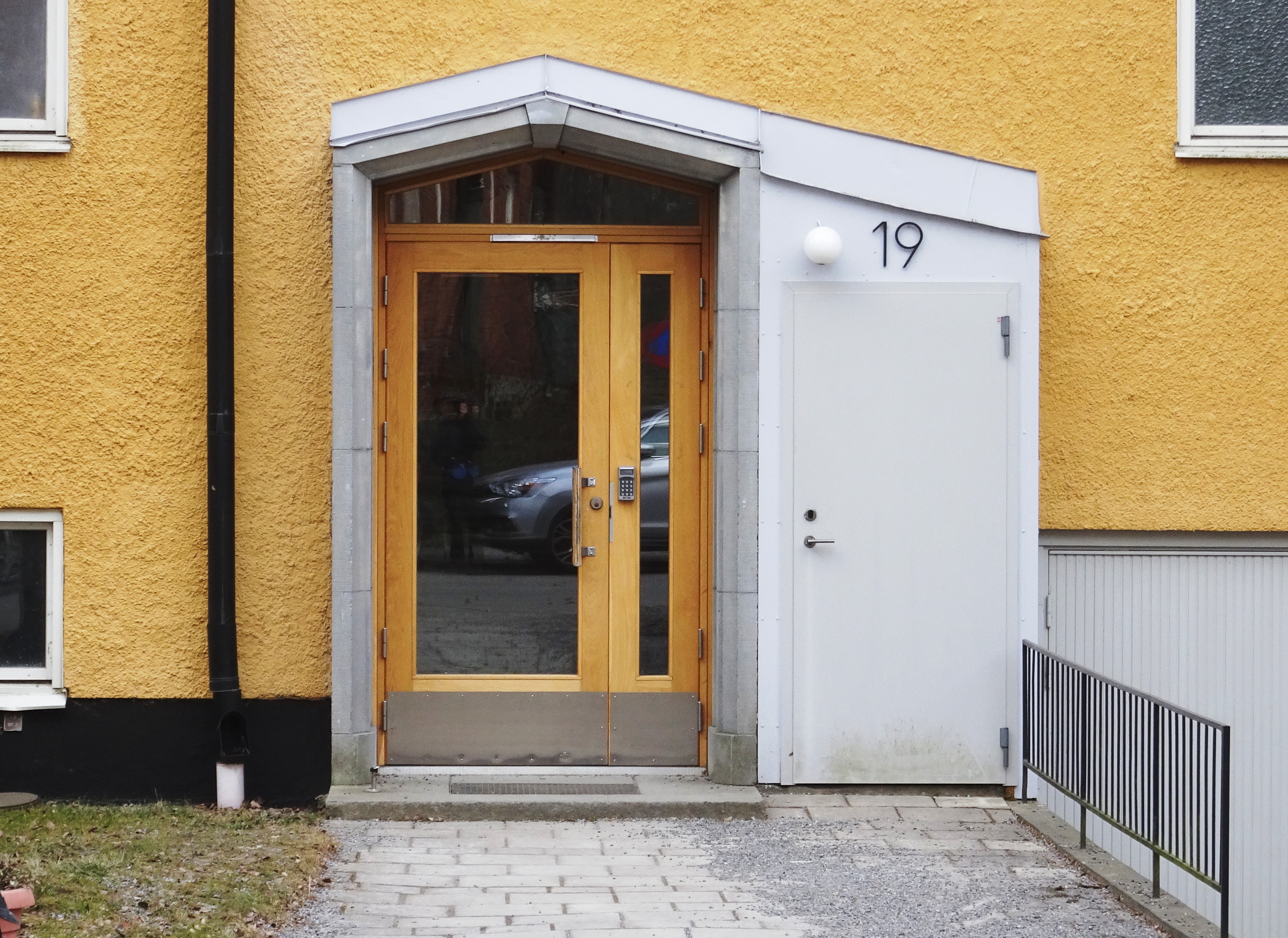
Torsviggen, entré nr 19.

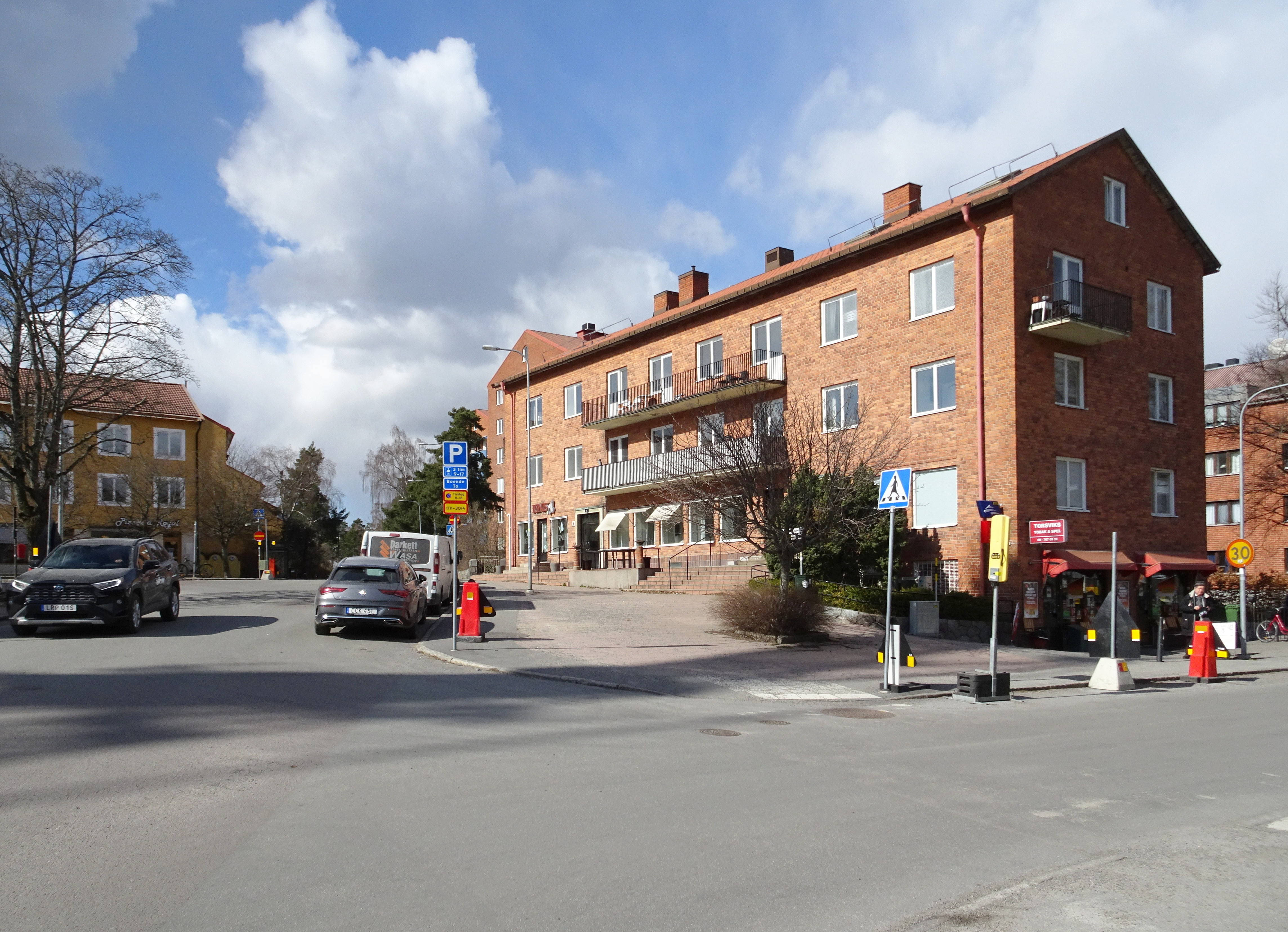
Torshammaren, byggår 1946-1947, arkitekt A. Jönsson.
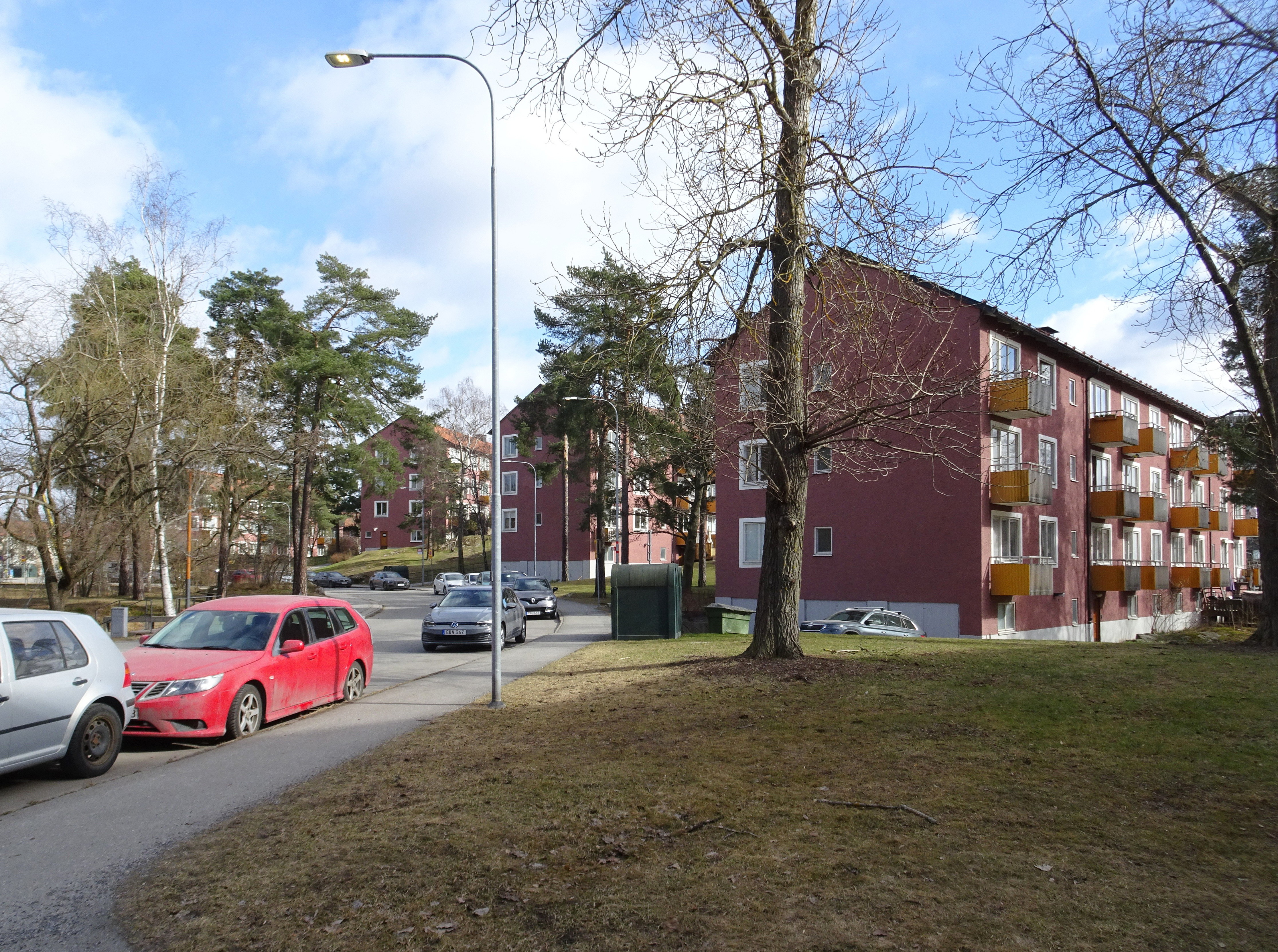
Torselden, byggår: 1946-1947, arkitekt: Ancker, Gate, Lindegren.
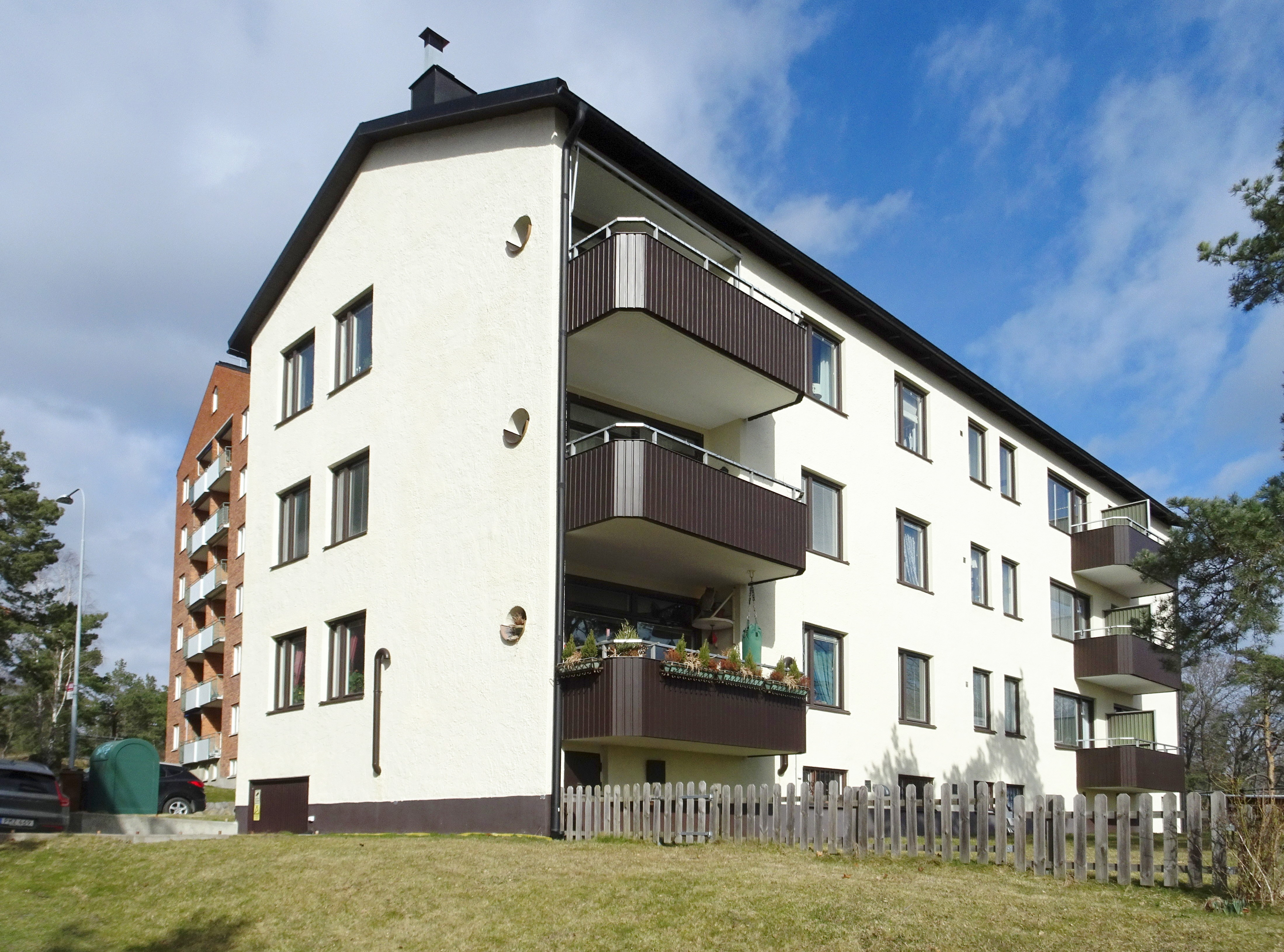
Torsbranten, byggår 1946-1947, arkitekt okänd.
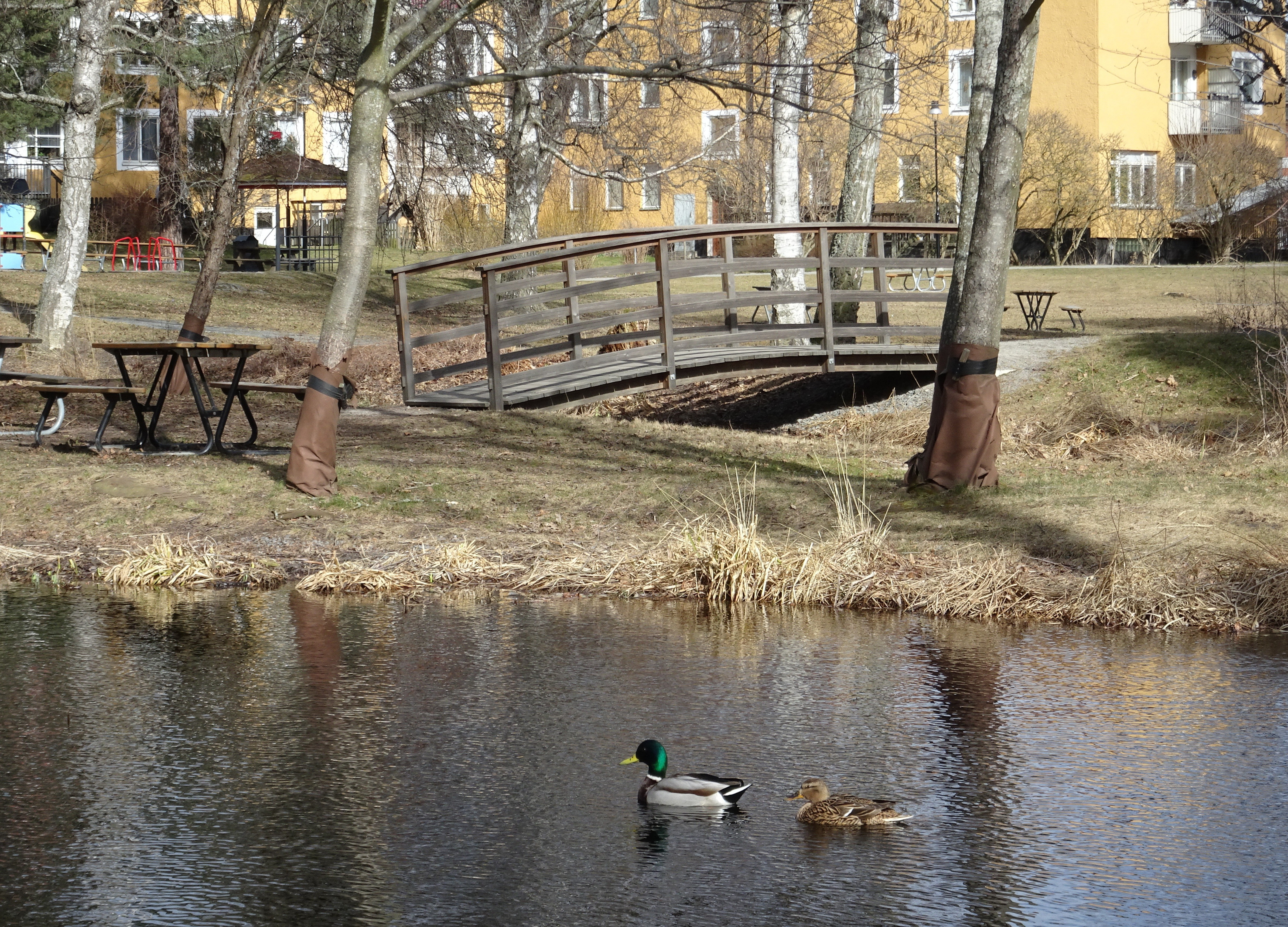
Torsviksparken med kvarteret Torsviggen i bakgrunden.